# 2009 au Yukon
Chronologie du Yukon
- 2005
- 2006
- 2007
- 2008
- 2009
- 2010
- 2011
- 2012
- 2013

Cette page concerne des événements d'actualité qui se sont produits durant l'année 2009 dans le territoire canadien du Yukon.

## Politique
- Premier ministre : Dennis Fentie (Parti du Yukon)
- Chef de l'Opposition officielle : Arthur Mitchell (Parti libéral)
- Commissaire : Geraldine Van Bibber
- Législature : 32e (en)

## Événements
- Fondation du groupe de musique Spring Breakup (en) par Kim Barlow (en) et Mathias Kom de The Burning Hell (en).

- 2 janvier : l'ancien député territorial de Whitehorse-Porter-Creek-Est Daniel Lang (en) est nommé au Sénat à Ottawa.

- 27 janvier : le député territorial de McIntyre-Takhini, John Edzerza, quitte son parti, le NPD, et siégera de nouveau comme Indépendant.

- 5 février : atteint d'une leucémie, Todd Hardy annonce sa démission du poste de chef du NPD en attendant la désignation de son successeur.

- 28 août : le député territorial du Lac-Laberge, Brad Cathers, démissionne du cabinet du gouvernement Fentie et quitte le Parti du Yukon. Il siégera comme indépendant en raison des dossiers avec le premier ministre[1],[2],[3].

- 26 septembre : Elizabeth Hanson, une travailleuse socialiste est élue chef du NPD par acclamation.

- 22 octobre : le député territorial de McIntyre-Takhini John Edzerza retourne au Parti du Yukon et il devient ministre de l'environnement[4].

- Novembre : Gaël Marchand devient président de l'association franco-yukonnaise. Il succède à Jean-Marc Perreault après ses deux mandats à la présidence[5].

## Décès
- Fred Berger (en), chef du Nouveau Parti démocratique du Yukon (º 1932)
- 7 mars : Joyce Hayden (en), députée territorial de Whitehorse-Sud-Centre (1989-1992) (º 20 septembre 1931)